# Jeremy Hunt (polític)
Jeremy Richard Streynsham Hunt (1 de novembre de 1966) és un polític del Partit Conservador britànic que serveix com a Secretari d'Estat d'Afers Exteriors i del Commonwealth des del 9 de juliol de 2018 i com a Membre del Parlament (MP) per South West Surrey des del 2005. Hunt s'identifica com un conservador one-nation, i se l'ha relacionat tant amb polítiques econòmiques liberals com amb polítiques socials liberals.
Hunt va néixer a Kennington i va estudiar filosofia, política i economia a Magdalen College, Oxford on va ser president de l'Oxford University Conservative Association (Associació Conservadora de la Universitat d'Oxford). Va ser elegit MP per South West Surrey a Surrey el 2005 i va ser ascendit al Gabinet a l'ombra com a ministre a l'ombra de Persones amb Discapacitats i més tard com a secretari d'Estat a la sombra de Cultura, Premsa i Esport.
Va servir al gabinet com a secretari de Cultura i ministre pels Olímpics des del 2010 fins al 2012 i secretari de Sanitat des del 2012 fins al 2018. Va rebre la cartera addicional d'atenció social a Anglaterra el gener de 2018, i va ser nomenat secretari d'Exteriors el juliol de 2018 després de la dimissió de Boris Johnson.
Com a secretari de Cultura, va liderar l'impuls per la televisió local, que va resultar en l'atorgament de llicències de transmissió de televisió local a diverses ciutats i pobles. Hunt també va supervisar els Jocs Olímpics de Londres de 2012, que van rebre elogis generalitzats.
Com a secretari de Sanitat i Atenció Social, va supervisar l'imposició del controvertit nou contracte de metges en formació a Anglaterra després del fracàs de les negociacions. Durant la disputa, els metges en formació van fer diverses vagues, la primera acció sindical en quaranta anys. El 3 de juny de 2018, Hunt va convertir-se en el secretari de Sanitat que ha servit més temps en tota la història política britànica.